# Algoritamsko trgovanje
Termin algoritamsko trgovanje ili automatsko trgovanje (engl. algorithmic trading, automated trading) se odnosi na softver u kome je implementirana neka od strategija trgovanja. Po strukturi ovakav softver je sličan kombinaciji ekspertnih sistema i softverskih agenata. Softver za automatsko trgovanje ima mogućnost da samostalno odlučuje kada će se vršiti trgovanje, po kojim cenama i određuje iznose sa kojim će se vršiti trgovanje. Softver za automatsko trgovanje dosledno sprovodi implementiranu strategiju trgovanja i time smanjuje uticaj ljudskih emocija na donošenje odluka i omogućavaju prevazilaženje problema koji mogu nastati usled nepažnje i nedostatka koncentracije. Softver za automatsko trgovanje omogućava praćenje velikog broja parametara i donošenje odluka u realnom vremenu. Tehnike visoko frekventnog trgovanja (engl. high-frequency trading, HFT) predstavljaju jednu od kategorija algoritamskog trgovanja. Za ovakvu tehniku trgovanja je karakteristično da otvaraju pozicije na veoma kratak period (od nekoliko delova sekunde do nekoliko sati).